# Diocesi di Barishal
La diocesi di Barishal (in latino Dioecesis Barisalensis) è una sede della Chiesa cattolica in Bangladesh suffraganea dell'arcidiocesi di Chattogram. Nel 2022 contava 18.081 battezzati su 14.527.388 abitanti. È retta dal vescovo Emmanuel Kanon Rozario.

## Territorio
La diocesi comprende la divisione di Barisal e i distretti di Gopalganj, Madaripur, Shariatpur, Faridpur e Rajbari nella divisione di Dacca in Bangladesh.
Sede vescovile è la città di Barisal, dove si trova la cattedrale di San Pietro.
Il territorio si estende su 20.708 km² ed è suddiviso in 8 parrocchie.

## Storia
La diocesi di Barisal fu eretta il 29 dicembre 2015 con la bolla Cum ad aptius di papa Francesco, ricavandone il territorio dalla diocesi di Chittagong (oggi arcidiocesi di Chattogram).
Originariamente suffraganea dell'arcidiocesi di Dacca, il 2 febbraio 2017 entrò a far parte della nuova provincia ecclesiastica di Chittagong.
Il 28 dicembre 2018, immutato il latino, ha assunto la denominazione con l'attuale grafia.

## Cronotassi dei vescovi
Si omettono i periodi di sede vacante non superiori ai 2 anni o non storicamente accertati.
- Lawrence Subrato Howlader, C.S.C. (29 dicembre 2015 - 19 febbraio 2021 nominato arcivescovo di Chattogram)
- Emmanuel Kanon Rozario, dal 21 giugno 2022

## Statistiche
La diocesi nel 2022 su una popolazione di 14.527.388 persone contava 18.081 battezzati, corrispondenti allo 0,1% del totale.
| anno | popolazione | popolazione | popolazione | presbiteri | presbiteri | presbiteri | presbiteri                | diaconi | religiosi | religiosi | parrocchie |
| anno | battezzati  | totale      | %           | numero     | secolari   | regolari   | battezzati per presbitero | diaconi | uomini    | donne     | parrocchie |
| ---- | ----------- | ----------- | ----------- | ---------- | ---------- | ---------- | ------------------------- | ------- | --------- | --------- | ---------- |
| 2015 | 29.685      | 15.183.927  | 0,2         | 19         | 13         | 6          | 1.562                     |         | 4         | 29        | 5          |
| 2018 | 16.150      | 14.503.420  | 0,1         | 20         | 14         | 6          | 807                       |         | 10        | 45        | 6          |
| 2020 | 16.165      | 14.518.350  | 0,1         | 22         | 17         | 5          | 734                       |         | 10        | 46        | 8          |
| 2022 | 18.081      | 14.527.388  | 0,1         | 24         | 19         | 5          | 753                       |         | 9         | 44        | 8          |